# Boureuilles
Boureuilles est une commune française située dans le département de la Meuse, en région Grand Est.

## Géographie

### Situation
Boureuilles est un village-rue typique. Il est situé au cœur de l'Argonne, entre Varennes-en-Argonne et Neuvilly-en-Argonne.
Situé à 35 km de Verdun, il est au pied de la butte de Vauquois, lieu historique de la Première Guerre mondiale.

#### Communes limitrophes
| Varennes-en-Argonne | Vauquois            | Vauquois            |
| Varennes-en-Argonne | Boureuilles         | Vauquois            |
| Lachalade           | Neuvilly-en-Argonne | Neuvilly-en-Argonne |

### Hydrographie
La commune est dans la région hydrographique « la Seine du confluent de l'Oise (inclus) à l'embouchure » au sein du bassin Seine-Normandie. Elle est drainée par l'Aire, le ruisseau d'Osson, le ruisseau de Branière, le ruisseau de la Fontaine des Meurissons, le ruisseau d'Abancourt, le cours d'eau 01 du Fond des Meurissons, le ruisseau de Cheppe, le Fossé 04 de la commune de Boureuilles, le ruisseau de Vaux, le canal 01 de la commune de Boureuilles, le cours d'eau 04 de la commune de Boureuilles, le cours d'eau 05 de la commune de Boureuilles, l'Aire, le Fossé 07 de la commune de Boureuilles, le Fossé 01 de la commune de Vauquois et le ruisseau de Bataille,.
L'Aire, d'une longueur de 125 km, prend sa source dans la commune de Saint-Aubin-sur-Aire, à 324 m d'altitude, et se jette  dans l'Aisne, en rive droite à Senuc, à 104 m d'altitude, après avoir traversé 36 communes. 

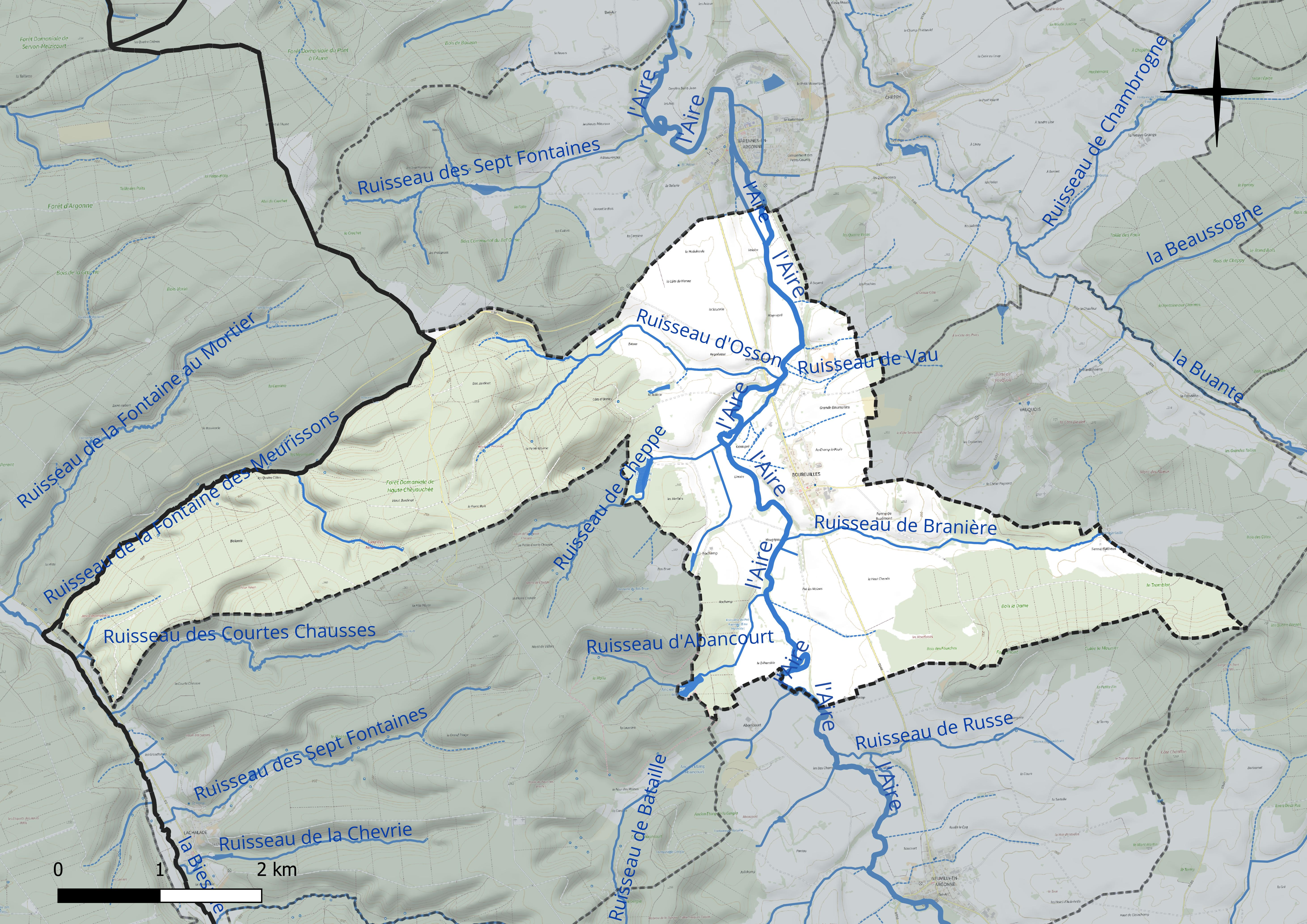
Réseau hydrographique de Boureuilles.

Un plan d'eau complète le réseau hydrographique : l'étang de Cheppe (3,1 ha),.

### Climat
Pour des articles plus généraux, voir Climat du Grand Est et Climat de la Meuse.
En 2010, le climat de la commune est de type climat de montagne, selon une étude du Centre national de la recherche scientifique s'appuyant sur une série de données couvrant la période 1971-2000. En 2020, Météo-France publie une typologie des climats de la France métropolitaine dans laquelle la commune est exposée à un climat océanique altéré et est dans la région climatique  Lorraine, plateau de Langres, Morvan, caractérisée par un hiver rude (1,5 °C), des vents modérés et des brouillards fréquents en automne et hiver. 
Pour la période 1971-2000, la température annuelle moyenne est de 9,8 °C, avec une amplitude thermique annuelle de 15,8 °C. Le cumul annuel moyen de précipitations est de 939 mm, avec 13,9 jours de précipitations en janvier et 9,4 jours en juillet. Pour la période 1991-2020, la température moyenne annuelle observée sur la station météorologique de Météo-France la plus proche, « Aubréville_sapc », sur la commune d'Aubréville à 7 km à vol d'oiseau, est de 10,9 °C et le cumul annuel moyen de précipitations est de 854,3 mm. 
La température maximale relevée sur cette station est de 41,8 °C, atteinte le 25 juillet 2019 ; la température minimale est de −15,7 °C, atteinte le 20 décembre 2009,,. 
Les paramètres climatiques de la commune ont été estimés pour le milieu du siècle (2041-2070) selon différents scénarios d'émission de gaz à effet de serre à partir des nouvelles projections climatiques de référence DRIAS-2020. Ils sont consultables sur un site dédié publié par Météo-France en novembre 2022.

## Urbanisme

### Typologie
Au 1er janvier 2024, Boureuilles est catégorisée commune rurale à habitat dispersé, selon la nouvelle grille communale de densité à sept niveaux définie par l'Insee en 2022.
Elle est située hors unité urbaine et hors attraction des villes,.

### Occupation des sols
L'occupation des sols de la commune, telle qu'elle ressort de la base de données européenne d’occupation biophysique des sols Corine Land Cover (CLC), est marquée par l'importance des forêts et milieux semi-naturels (56,4 % en 2018), une proportion identique à celle de 1990 (56,4 %). La répartition détaillée en 2018 est la suivante : 
forêts (54,9 %), prairies (29,8 %), terres arables (12,5 %), milieux à végétation arbustive et/ou herbacée (1,6 %), zones urbanisées (1,2 %). L'évolution de l’occupation des sols de la commune et de ses infrastructures peut être observée sur les différentes représentations cartographiques du territoire : la carte de Cassini (XVIIIe siècle), la carte d'état-major (1820-1866) et les cartes ou photos aériennes de l'IGN pour la période actuelle (1950 à aujourd'hui).

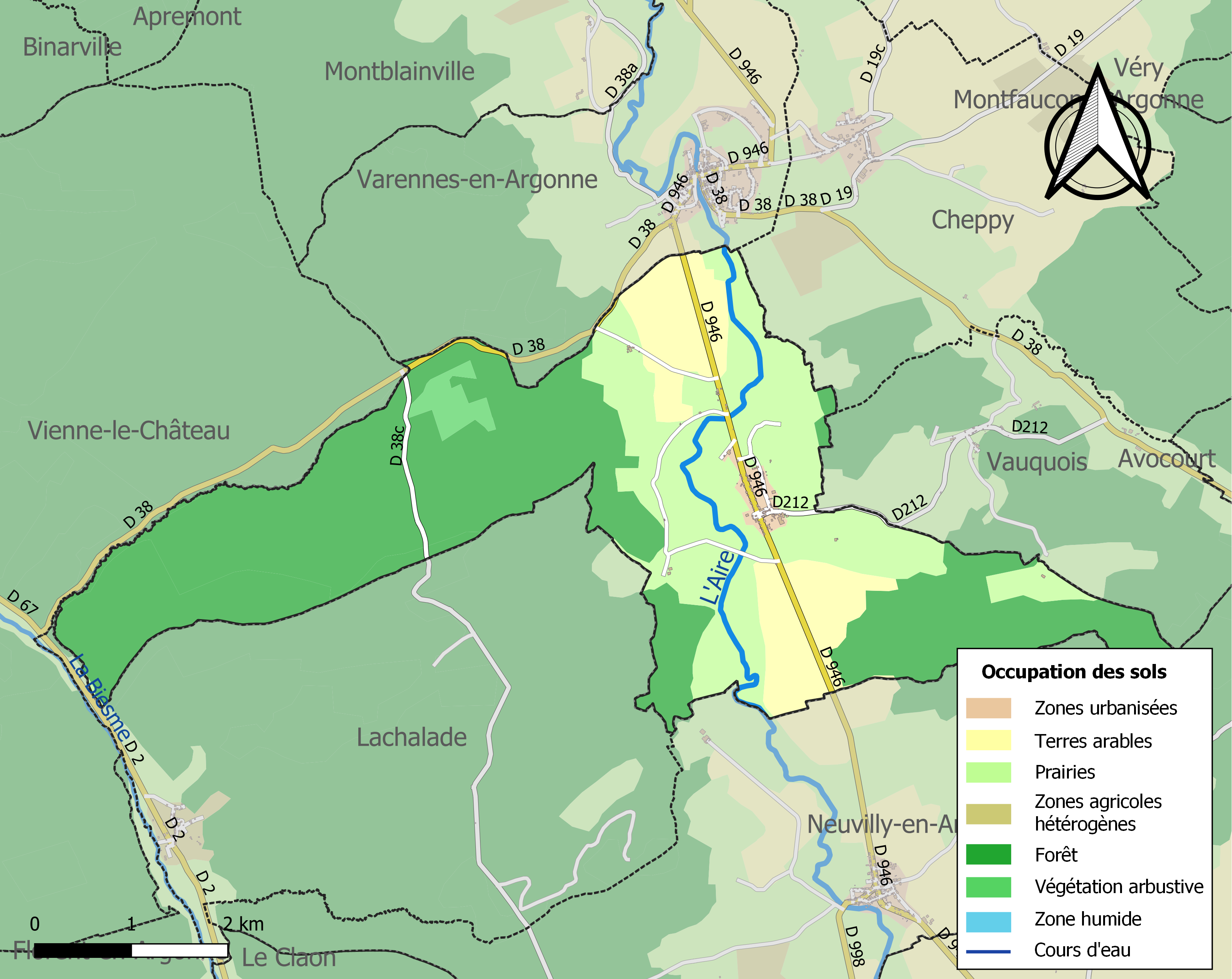
Carte des infrastructures et de l'occupation des sols de la commune en 2018 (CLC).

## Toponymie
Le nom de la localité est attesté sous les formes Borolium, Brolium (1127) ; Boremirium (1179) ; Bouroule (1418) ; Bourolles (1642) ; Boureulles (1656) ; Boureuil (1700) ; Boureulle (1722) ; Borelium (1738) ; Bourelles (1745) ; Boureull (XVIIIe siècle).

Borolium, 1127. Du nom d'homme gaulois Burrus et gaulois ialo, clairière, champ.

## Histoire
Boureuilles fut le théâtre de très violents combats lors de la Première Guerre mondiale, et notamment lors de l'attaque de la 10e division d'infanterie française sur la colline voisine de Vauquois, le 17 février 1915.

## Politique et administration
| Période                                  | Période   | Identité                                       | Étiquette | Qualité                    |
| ---------------------------------------- | --------- | ---------------------------------------------- | --------- | -------------------------- |
| Les données manquantes sont à compléter. |           |                                                |           |                            |
| mars 2001                                | mars 2011 | Jean-Pierre Moranzoni                          |           | (décès en cours de mandat) |
| mars 2011                                | En cours  | Nadine Peureux Réélue pour le mandat 2020-2026 |           | Ancienne cadre             |

## Population et société

### Démographie
L'évolution du nombre d'habitants est connue à travers les recensements de la population effectués dans la commune depuis 1793. Pour les communes de moins de 10 000 habitants, une enquête de recensement portant sur toute la population est réalisée tous les cinq ans, les populations de référence des années intermédiaires étant quant à elles estimées par interpolation ou extrapolation. Pour la commune, le premier recensement exhaustif entrant dans le cadre du nouveau dispositif a été réalisé en 2008.

En 2022, la commune comptait 117 habitants, en évolution de −1,68 % par rapport à 2016 (Meuse : −4,4 %, France hors Mayotte : +2,11 %).
| 1793 | 1800 | 1806 | 1821 | 1831 | 1836 | 1841 | 1846 | 1851 |
| ---- | ---- | ---- | ---- | ---- | ---- | ---- | ---- | ---- |
| 525  | 716  | 632  | 661  | 781  | 805  | 813  | 821  | 804  |

| 1856 | 1861 | 1866 | 1872 | 1876 | 1881 | 1886 | 1891 | 1896 |
| ---- | ---- | ---- | ---- | ---- | ---- | ---- | ---- | ---- |
| 767  | 752  | 707  | 700  | 635  | 630  | 603  | 601  | 544  |

| 1901 | 1906 | 1911 | 1921 | 1926 | 1931 | 1936 | 1946 | 1954 |
| ---- | ---- | ---- | ---- | ---- | ---- | ---- | ---- | ---- |
| 509  | 459  | 403  | 140  | 215  | 164  | 178  | 147  | 155  |

| 1962 | 1968 | 1975 | 1982 | 1990 | 1999 | 2006 | 2008 | 2013 |
| ---- | ---- | ---- | ---- | ---- | ---- | ---- | ---- | ---- |
| 151  | 134  | 121  | 118  | 119  | 118  | 124  | 126  | 121  |

| 2018 | 2022 | - | - | - | - | - | - | - |
| ---- | ---- | - | - | - | - | - | - | - |
| 121  | 117  | - | - | - | - | - | - | - |

## Culture locale et patrimoine

### Lieux et monuments

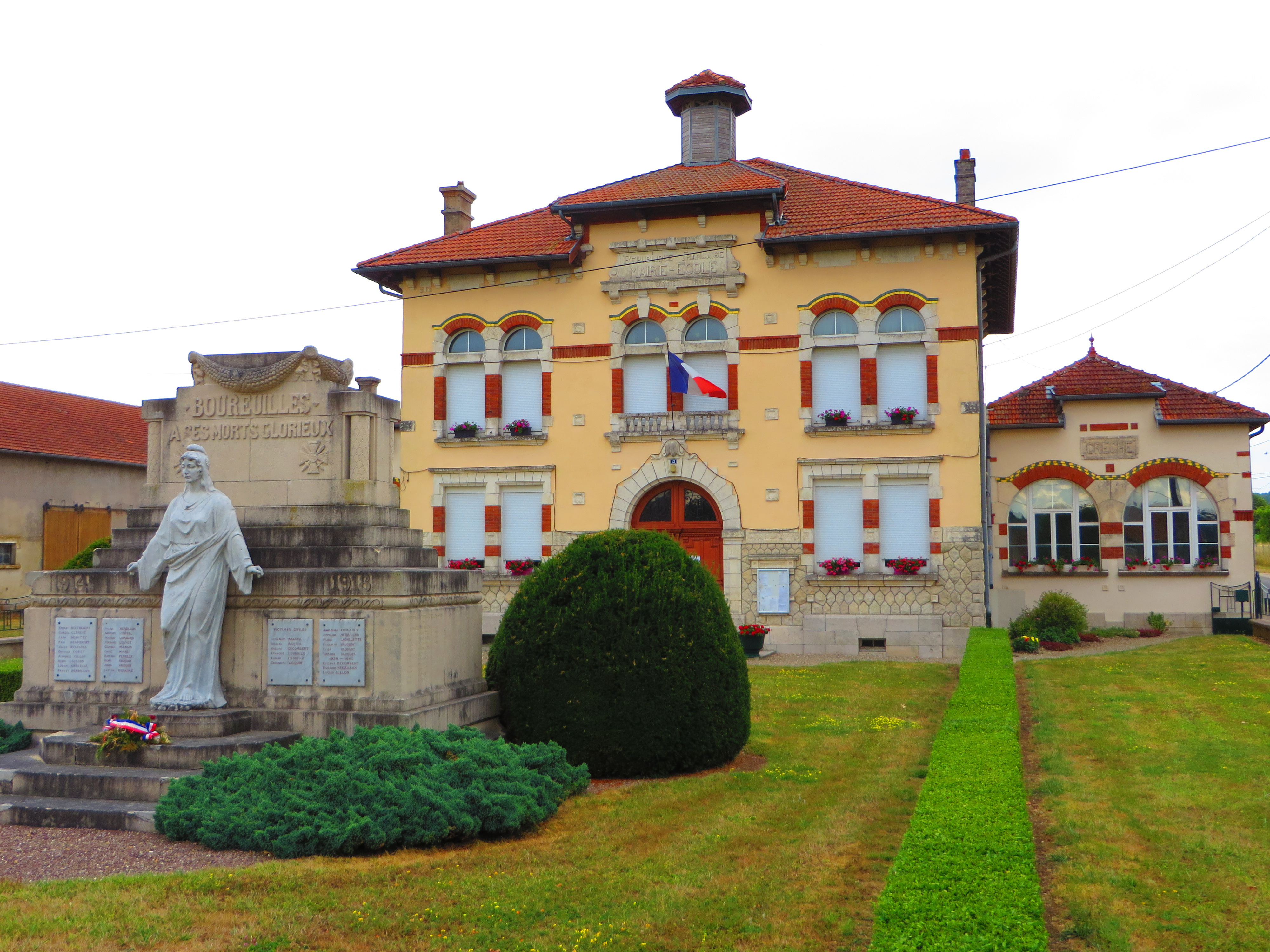
La mairie.

- Église Saint-Martin, première construite en 1777, seconde reconstruite en 1925.
- La mairie-école, construite en 1924.
- Le Kaiser-Tunnel, dont l'entrée est située à proximité de l'ossuaire de la Haute-Chevauchée, un peu plus bas, est un tunnel de liaison creusé dans la glaise par les troupes allemandes. Restauré par des bénévoles, c'est aussi un témoignage sur la vie à proximité du front. Il se situe également sur la commune de Lachalade et fait l'objet d'une inscription au titre des monuments historiques depuis 1998[23].

### Héraldique, logotype et devise
| Blason de Boureuilles | Blason  | Tiercé en pal d'azur au pal potencé et contre potencé d'argent ; d'or à la crosse de sable soutenue d'un caillou de sinople ; de gueules à trois alérions d'argent posés en pal. |
| Blason de Boureuilles | Détails | Boureuilles est située entre la Champagne et la Lorraine, d'où les deux blasons correspondant à ces provinces. La crosse est celle de l'abbaye de Lachalade qui possédait un fief à Boureuilles. Le caillou est le surnom des habitants de la localité. La commune est titulaire de la Croix de Guerre 1914-1918. Armoiries composées par D. Lacorde et D. Larcher et adoptées par la commune le 31 janvier 2014. |